# Gran Premio motociclistico della Malesia 2010
Il Gran Premio motociclistico della Malesia 2010 corso il 10 ottobre, è stato il quindicesimo Gran Premio della stagione 2010 e ha visto vincere: Valentino Rossi in MotoGP, Roberto Rolfo in Moto2 e Marc Márquez nella classe 125. La gara si è disputata sul circuito di Sepang.

## Prove e Qualifiche

### Classe 125
Le due sessioni di prove libere ha visto in prima posizione Marc Márquez su Derbi; allo stesso pilota è andata poi la pole position.
Risultati dopo le qualifiche:
- 1 =  Marc Márquez - Derbi 2'13.398
- 2 =  Bradley Smith - Aprilia 2'13.691
- 3 =  Nicolás Terol - Aprilia 2'14.104

### Moto2
Nelle sessioni di prove libere il più veloce è stato Alex De Angelis su Motobi, mentre la pole è andata a Julián Simón (Suter).
Risultati dopo le qualifiche:
- 1 =  Julián Simón - Suter 2'08.562
- 2 =  Alex De Angelis - Motobi 2'08.754
- 3 =  Thomas Lüthi - Moriwaki 2'08.860

### MotoGP
Daniel Pedrosa del team Repsol Honda, infortunatosi nelle prove libere del GP precedente e poi sottoposto a operazione ad una clavicola, non prende parte a questo Gran Premio; non viene nominato un suo sostituto.
Nelle sessioni di prove il pilota più veloce è stato Valentino Rossi su Yamaha in 2'02.724, seguito da Andrea Dovizioso su Honda e Jorge Lorenzo (Yamaha). Nella seconda sessione il migliore è Lorenzo in 2'01.949, seguito da Casey Stoner (Ducati) e Rossi.
| Pos | Nº | Pilota           | Team                           | Tempo    |
| --- | -- | ---------------- | ------------------------------ | -------- |
| 1   | 99 | Jorge Lorenzo    | Fiat Yamaha Team-Yamaha        | 2'01.537 |
| 2   | 69 | Nicky Hayden     | Ducati Marlboro-Ducati         | 2'01.637 |
| 3   | 4  | Andrea Dovizioso | Repsol Honda Team-HRC          | 2'01.829 |
| 4   | 11 | Ben Spies        | Monster Yamaha Tech 3-Yamaha   | 2'01.993 |
| 5   | 27 | Casey Stoner     | Ducati Marlboro-Ducati         | 2'02.023 |
| 6   | 46 | Valentino Rossi  | Fiat Yamaha Team-Yamaha        | 2'02.030 |
| 7   | 5  | Colin Edwards    | Monster Yamaha Tech 3-Yamaha   | 2'02.097 |
| 8   | 19 | Álvaro Bautista  | Rizla Suzuki MotoGP-Suzuki     | 2'02.394 |
| 9   | 65 | Loris Capirossi  | Rizla Suzuki MotoGP-Suzuki     | 2'02.522 |
| 10  | 33 | Marco Melandri   | San Carlo Honda Gresini-Honda  | 2'02.624 |
| 11  | 58 | Marco Simoncelli | San Carlo Honda Gresini-Honda  | 2'02.690 |
| 12  | 41 | Aleix Espargaró  | Pramac Racing-Ducati           | 2'02.723 |
| 13  | 14 | Randy de Puniet  | LCR Honda MotoGP-Honda         | 2'02.775 |
| 14  | 7  | Hiroshi Aoyama   | Interwetten Honda MotoGP-Honda | 2'02.778 |
| 15  | 40 | Héctor Barberá   | Paginas Amarillas Aspar-Ducati | 2'02.928 |
| 16  | 36 | Mika Kallio      | Pramac Racing-Ducati           | 2'04.167 |

## Gara

### MotoGP

#### Arrivati al traguardo
| Pos | Nº | Pilota           | Squadra                 | Motocicletta | Giri | Tempo     | Griglia | Punti |
| --- | -- | ---------------- | ----------------------- | ------------ | ---- | --------- | ------- | ----- |
| 1   | 46 | Valentino Rossi  | Fiat Yamaha             | Yamaha       | 20   | 41:03.448 | 6       | 25    |
| 2   | 4  | Andrea Dovizioso | Repsol Honda            | Honda        | 20   | +0.224    | 3       | 20    |
| 3   | 99 | Jorge Lorenzo    | Fiat Yamaha             | Yamaha       | 20   | +6.035    | 1       | 16    |
| 4   | 11 | Ben Spies        | Monster Yamaha Tech 3   | Yamaha       | 20   | +13.676   | 4       | 13    |
| 5   | 19 | Álvaro Bautista  | Rizla Suzuki            | Suzuki       | 20   | +15.402   | 8       | 11    |
| 6   | 69 | Nicky Hayden     | Ducati Team             | Ducati       | 20   | +18.826   | 2       | 10    |
| 7   | 7  | Hiroshi Aoyama   | Interwetten Honda       | Honda        | 20   | +20.218   | 14      | 9     |
| 8   | 58 | Marco Simoncelli | San Carlo Honda Gresini | Honda        | 20   | +23.574   | 11      | 8     |
| 9   | 33 | Marco Melandri   | San Carlo Honda Gresini | Honda        | 20   | +23.964   | 10      | 7     |
| 10  | 14 | Randy de Puniet  | LCR Honda               | Honda        | 20   | +31.850   | 13      | 6     |
| 11  | 40 | Héctor Barberá   | Paginas Amarillas Aspar | Ducati       | 20   | +38.579   | 15      | 5     |
| 12  | 36 | Mika Kallio      | Pramac Racing           | Ducati       | 20   | +38.849   | 16      | 4     |

#### Non classificato
| Nº | Pilota        | Squadra               | Motocicletta | Giri | Tempo   | Griglia |
| -- | ------------- | --------------------- | ------------ | ---- | ------- | ------- |
| 5  | Colin Edwards | Monster Yamaha Tech 3 | Yamaha       | 14   | +6 giri | 7       |

#### Ritirati
| Nº | Pilota          | Squadra       | Motocicletta | Giri | Griglia |
| -- | --------------- | ------------- | ------------ | ---- | ------- |
| 41 | Aleix Espargaró | Pramac Racing | Ducati       | 6    | 12      |
| 65 | Loris Capirossi | Rizla Suzuki  | Suzuki       | 4    | 9       |
| 27 | Casey Stoner    | Ducati Team   | Ducati       | 0    | 5       |

### Moto2
Variazioni nella lista dei partecipanti rispetto all'ultima prova riguardano: Ricard Cardús, infortunato, che viene sostituito da Javier Forés e da Mohamad Zamri Baba su Moriwaki che corre grazie all'assegnazione di una wildcard.

#### Arrivati al traguardo
| Pos | Nº | Pilota              | Squadra                      | Motocicletta | Giri | Tempo     | Griglia | Punti |
| --- | -- | ------------------- | ---------------------------- | ------------ | ---- | --------- | ------- | ----- |
| 1   | 44 | Roberto Rolfo       | Italtrans S.T.R.             | Suter        | 19   | 41:09.412 | 5       | 25    |
| 2   | 15 | Alex De Angelis     | JIR Moto2                    | MotoBi       | 19   | +0.040    | 2       | 20    |
| 3   | 29 | Andrea Iannone      | Fimmco Speed Up              | Speed Up     | 19   | +5.915    | 6       | 16    |
| 4   | 24 | Toni Elías          | Gresini Racing               | Moriwaki     | 19   | +6.322    | 4       | 13    |
| 5   | 6  | Alex Debón          | Aeroport de Castello - Ajo   | FTR          | 19   | +11.912   | 10      | 11    |
| 6   | 17 | Karel Abraham       | Cardion AB Motoracing        | FTR          | 19   | +12.458   | 7       | 10    |
| 7   | 65 | Stefan Bradl        | Viessmann Kiefer Racing      | Suter        | 19   | +12.519   | 22      | 9     |
| 8   | 77 | Dominique Aegerter  | Technomag-CIP                | Suter        | 19   | +12.589   | 11      | 8     |
| 9   | 16 | Jules Cluzel        | Forward Racing               | Suter        | 19   | +15.010   | 13      | 7     |
| 10  | 3  | Simone Corsi        | JIR Moto2                    | MotoBi       | 19   | +16.707   | 39      | 6     |
| 11  | 55 | Héctor Faubel       | Marc VDS Racing              | Suter        | 19   | +20.179   | 17      | 5     |
| 12  | 25 | Alex Baldolini      | Caretta Technology Race Dept | I.C.P.       | 19   | +20.462   | 14      | 4     |
| 13  | 68 | Yonny Hernández     | Blusens-STX                  | BQR-Moto2    | 19   | +21.638   | 27      | 3     |
| 14  | 56 | Michael Ranseder    | Vector Kiefer Racing         | Suter        | 19   | +22.388   | 9       | 2     |
| 15  | 71 | Claudio Corti       | Forward Racing               | Suter        | 19   | +24.512   | 12      | 1     |
| 16  | 14 | Ratthapark Wilairot | Thai Honda PTT Singha SAG    | Bimota       | 19   | +26.366   | 23      |       |
| 17  | 80 | Axel Pons           | Tenerife 40 Pons             | Pons Kalex   | 19   | +30.730   | 24      |       |
| 18  | 9  | Kenny Noyes         | Jack & Jones by A.Banderas   | Promoharris  | 19   | +31.080   | 25      |       |
| 19  | 10 | Fonsi Nieto         | Holiday Gym G22              | Moriwaki     | 19   | +32.239   | 16      |       |
| 20  | 53 | Valentin Debise     | WTR San Marino               | ADV          | 19   | +33.804   | 29      |       |
| 21  | 60 | Julián Simón        | Mapfre Aspar                 | Suter        | 19   | +39.448   | 1       |       |
| 22  | 87 | Mohamad Zamri Baba  | Petronas SIC TWMR Malaysia   | Moriwaki     | 19   | +46.031   | 31      |       |
| 23  | 5  | Joan Olivé          | Jack & Jones by A.Banderas   | Promoharris  | 19   | +47.257   | 28      |       |
| 24  | 8  | Anthony West        | MZ Racing                    | MZ-RE Honda  | 19   | +50.058   | 26      |       |
| 25  | 28 | Kazuki Watanabe     | Racing Team Germany          | Suter        | 19   | +50.830   | 32      |       |
| 26  | 63 | Mike Di Meglio      | Mapfre Aspar                 | Suter        | 19   | +51.971   | 19      |       |
| 27  | 39 | Robertino Pietri    | Italtrans S.T.R.             | Suter        | 19   | +59.155   | 34      |       |
| 28  | 66 | Hiromichi Kunikawa  | Bimota - M Racing            | Bimota       | 19   | +1:16.759 | 38      |       |
| 29  | 95 | Mashel Al Naimi     | Blusens-STX                  | BQR-Moto2    | 19   | +1:43.949 | 37      |       |

#### Ritirati
| Nº | Pilota                | Squadra              | Motocicletta | Giri | Griglia |
| -- | --------------------- | -------------------- | ------------ | ---- | ------- |
| 2  | Gábor Talmácsi        | Fimmco Speed Up      | Speed Up     | 13   | 15      |
| 45 | Scott Redding         | Marc VDS Racing      | Suter        | 13   | 8       |
| 40 | Sergio Gadea          | Tenerife 40 Pons     | Pons Kalex   | 13   | 21      |
| 35 | Raffaele De Rosa      | Tech 3 Racing        | Tech 3       | 10   | 20      |
| 72 | Yūki Takahashi        | Tech 3 Racing        | Tech 3       | 8    | 18      |
| 12 | Thomas Lüthi          | Interwetten Moriwaki | Moriwaki     | 7    | 3       |
| 61 | Vladimir Ivanov       | Gresini Racing       | Moriwaki     | 6    | 33      |
| 46 | Javier Forés          | Maquinza-SAG         | Bimota       | 6    | 30      |
| 70 | Ferruccio Lamborghini | Matteoni Racing      | Moriwaki     | 6    | 36      |
| 88 | Yannick Guerra        | Holiday Gym G22      | Moriwaki     | 1    | 35      |

### Classe 125
In occasione di questo GP, Alexis Masbou e Isaac Viñales, infortunati, vengono sostituiti rispettivamente da Tommaso Gabrielli e Danny Kent.

#### Arrivati al traguardo
| Pos | Nº | Pilota              | Squadra                       | Motocicletta | Giri | Tempo     | Griglia | Punti |
| --- | -- | ------------------- | ----------------------------- | ------------ | ---- | --------- | ------- | ----- |
| 1   | 93 | Marc Márquez        | Red Bull Ajo Motorsport       | Derbi        | 18   | 40:29.035 | 1       | 25    |
| 2   | 44 | Pol Espargaró       | Tuenti Racing                 | Derbi        | 18   | +2.341    | 4       | 20    |
| 3   | 40 | Nicolás Terol       | Bancaja Aspar                 | Aprilia      | 18   | +3.656    | 3       | 16    |
| 4   | 7  | Efrén Vázquez       | Tuenti Racing                 | Derbi        | 18   | +6.780    | 5       | 13    |
| 5   | 38 | Bradley Smith       | Bancaja Aspar                 | Aprilia      | 18   | +7.133    | 2       | 11    |
| 6   | 11 | Sandro Cortese      | Avant Mitsubishi Ajo          | Derbi        | 18   | +7.297    | 6       | 10    |
| 7   | 12 | Esteve Rabat        | Blusens-STX                   | Aprilia      | 18   | +26.648   | 7       | 9     |
| 8   | 39 | Luis Salom          | Stipa-Molenaar Racing GP      | Aprilia      | 18   | +29.339   | 8       | 8     |
| 9   | 71 | Tomoyoshi Koyama    | Racing Team Germany           | Aprilia      | 18   | +29.339   | 9       | 7     |
| 10  | 35 | Randy Krummenacher  | Stipa-Molenaar Racing GP      | Aprilia      | 18   | +29.365   | 10      | 6     |
| 11  | 14 | Johann Zarco        | WTR San Marino                | Aprilia      | 18   | +36.329   | 11      | 5     |
| 12  | 23 | Alberto Moncayo     | Andalucia Cajasol             | Aprilia      | 18   | +37.545   | 14      | 4     |
| 13  | 26 | Adrián Martín       | Aeroport de Castello - Ajo    | Aprilia      | 18   | +51.262   | 15      | 3     |
| 14  | 84 | Jakub Kornfeil      | Racing Team Germany           | Aprilia      | 18   | +54.634   | 19      | 2     |
| 15  | 78 | Marcel Schrötter    | Interwetten Honda             | Honda        | 18   | +54.635   | 18      | 1     |
| 16  | 63 | Zulfahmi Khairuddin | AirAsia - Sepang Int. Circuit | Aprilia      | 18   | +58.581   | 22      |       |
| 17  | 69 | Louis Rossi         | CBC Corse                     | Aprilia      | 18   | +1:15.218 | 17      |       |
| 18  | 72 | Marco Ravaioli      | Lambretta Reparto Corse       | Lambretta    | 18   | +1:15.595 | 23      |       |
| 19  | 96 | Tommaso Gabrielli   | Ongetta Team                  | Aprilia      | 18   | +2:00.178 | 26      |       |

#### Ritirati
| Nº | Pilota           | Squadra                       | Motocicletta | Giri | Griglia |
| -- | ---------------- | ----------------------------- | ------------ | ---- | ------- |
| 99 | Danny Webb       | Andalucia Cajasol             | Aprilia      | 11   | 12      |
| 52 | Danny Kent       | Lambretta Reparto Corse       | Lambretta    | 11   | 13      |
| 53 | Jasper Iwema     | CBC Corse                     | Aprilia      | 7    | 24      |
| 50 | Sturla Fagerhaug | AirAsia - Sepang Int. Circuit | Aprilia      | 6    | 21      |
| 15 | Simone Grotzkyj  | Fontana Racing                | Aprilia      | 5    | 16      |
| 87 | Luca Marconi     | Ongetta Team                  | Aprilia      | 5    | 25      |
| 32 | Lorenzo Savadori | Matteoni Racing               | Aprilia      | 3    | 20      |

#### Non partito
| Nº | Pilota       | Squadra      | Motocicletta |
| -- | ------------ | ------------ | ------------ |
| 94 | Jonas Folger | Ongetta Team | Aprilia      |